# Dialeges pauperoides
Dialeges pauperoides là một loài bọ cánh cứng trong họ Cerambycidae.